# Eric Wittouck
Jonkheer Eric Wittouck (5 oktober 1946) is een Belgisch ondernemer. Sinds 2020 is hij de rijkste Belg.

## Levensloop

### Familie
Eric Wittouck is een zoon van jonkheer André-Michel Wittouck (1902-1981) en prinses Hélène Sherbatow (1906-1979), een telg gelieerd aan de Russische tsarenfamilie die in 1920 moest vluchten uit Rusland. Ze vertegenwoordigde de Russische landadel in België. In 1967 werd hij geadopteerd door zijn oom Paul Wittouck. In 1979 trouwde hij met Brigitte Baiwir, met wie hij vijf kinderen kreeg, maar in 2001 scheidden ze. Hij hertrouwde met Mayu Amano, zaakvoerder van High Life Monaco, een evenementenbureau voor liefdadigheidsdoelen in Monaco en Japan.
Hij is een telg uit de Brusselse industriële familie Wittouck die in de 19e actief was in de grootnijverheid, onder meer in de suikerraffinage. Zijn grootvader Paul Wittouck stichtte suikerraffinaderijen in Wanze, Breda en Bergen op Zoom. In 1894 kocht hij, met zijn broer Frantz Wittouck, de Suikerraffinaderij van Tienen, en maakte er een van de grootste suikerproducenten in Europa van. Ook een derde broer, Felix Wittouck, was in de suikerindustrie actief.

### Investeringen
Eind 20e eeuw was Tiense Suiker in handen van Eric Wittouck en een aantal van zijn neven, waaronder Guy Ullens de Schooten Whettnall. De controle over Tiense Suiker liep over de Luxemburgse holding Artal. In 1989 werd Tiense Suiker voor 945 miljoen euro aan het Duitse bedrijf Südzucker verkocht. Wittouck verkocht niet alleen het industrieel apparaat van de raffinaderij, maar ook de daaraan verbonden Europese suikerquota. De families Wittouck en Ullens de Schooten hadden ook belangen in pralineproducent Neuhaus, de Amerikaanse keten Pizza Hut, het Gentse biotechbedrijf Plant Genetic Systems en industriële bakkerijen in Rusland, Frankrijk en Portugal. Ze investeerden reeds vanaf eind jaren 1980 in de Verenigde Staten waar Raymond Debbane, adviseur van de families, via het investeringsvehikel Invus (Investments in the US) hun geld belegde in onder meer hefboomfondsen en private-equitydeals. Debbane werd later CEO van Artal.
Ze herinvesteerden het geld verdiend met suikerproductie onder meer in de Amerikaanse afslankingsbedrijf Weight Watchers. In 1999 betaalde Artal 735 miljoen dollar (28,3 miljard frank) om de dieetspecialist van H.J. Heinz over te kopen. Een jaar later trok de holding met Weight Watchers naar de beurs met een waarde die tot boven de 5 miljard euro opklom. In 2000 kocht Wittouck de andere families, waaronder Ullens de Schooten, uit Artal. Hij en zijn gezin controleren zelf de Luxemburgse holding die begin 2018 voor meer dan 6,5 miljard dollar aan investeringen op Wall Street beheerde en eind 2017 participaties in 93 bedrijven had. De groep had belangen in onder meer Alibaba, Goldman Sachs, Google, IBM, LinkedIn en Wells Fargo en in de farma- en biotechsectoren, met onder meer een belang in argenx. De belangrijkste participatie van Artal was de producent van biologische dierenvoeding Blue Buffalo Pet Company. Blue Bufallo werd in februari 2018 aan General Mills verkocht, waarbij Wittouck 3,5 miljard dollar opstreek. In 2023 stapte Artal volledig uit Weight Watchers.
In 2014 lekten zes belastingakkoorden tussen Artal en de Luxemburgse fiscus (LuxLeaks) die een spinnenweb van minstens elf andere Luxemburgse bedrijven onder, boven of naast Artal 
en postbusbedrijven in de belastingparadijzen Bermuda, Hongkong, Gibraltar en de Britse Maagdeneilanden onthulden.

### Vermogen
Sinds eind 2020 is Wittouck mogelijks de rijkste Belg. Volgens de website De Rijkste Belgen stak hij met een vermogen van 10,8 miljard euro Alexandre Van Damme van brouwerij AB InBev voorbij. Hij liet dat jaar via een recht van antwoord aan de website weten dat dat bedrag 'fantasievol' is en 'niet overeenkomt met de werkelijkheid'.
De Luxemburgse holding Artal keerde in 2022 een dividend van 2,025 miljard euro aan Wittouck en zijn gezin uit.

### Privé
Wittouck woont in Monaco en is eigenaar van het luxejacht Exuma, dat hij eind 2020 voor bijna 17 miljoen euro te koop zette. Hij erfde het Kasteel La Fougeraie in Ukkel, dat in 1911 voor zijn grootvader werd gebouwd. Hij mijdt publieke aandacht.